# Kapudan Pascha

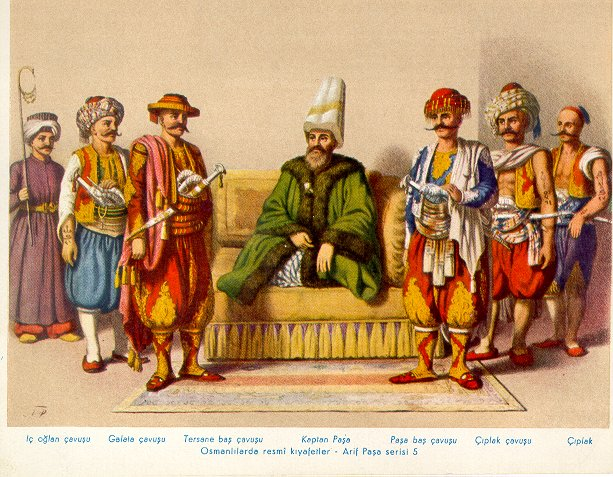
Ein amtierender Kapudan Pascha mit seinen Kapitänen

Kapudan Pascha (osmanisch قپودان پاشا; auch کاپیتان پاشا Kaptanpaşa ‚Kapitän-Pascha‘, قپودان دریا Kapudan-ı Deryâ oder کاپیتان دریا Kaptan-ı Deryâ ‚Meereskapitän‘) war der höchste militärische Rang der osmanischen Marine. Der Titel ist erst ab 1567 belegt. Zuvor führte der oberste Flottenkommandant den Titel Derya Bey (Meeres-Bey) oder Reis Kapudan (Kapitänanführer).
Der Kapudan Pascha war meist ein Pascha von zwei oder drei Rossschweifen und Mitglied des Staatsrats des Sultans und wirkte sowohl als Oberbefehlshaber und Minister der Marine als auch gleichzeitig als Gouverneur mehrerer maritimer Provinzen (Vilâyet Cezayir), darunter insbesondere die Inseln Rhodos und Kreta und von 1570 bis 1703 auch Zypern. Während er sich im Winter hauptsächlich in den Marinearsenalen von Galata und Gelibolu aufhielt, war er in den Sommermonaten zwischen den maritimen Provinzen unterwegs und nahm seine Verpflichtungen als Gouverneur wahr. Während seiner Abwesenheit vom Stützpunkt vertrat ihn der Tersane Emini (Verwalter des Marinearsenals; auch Tersane-i Amire Emini, Verwalter der kaiserlichen Marinearsenale), sein Adjutant.
Einer der bekanntesten Kapudan Paschas war Chair ad-Din Barbarossa (1534–1546), der Eroberer von Algier und Tunis, ein im Abendland gefürchteter und im Osmanischen Reich gefeierter Korsar. Ein anderer war Piyale Pascha, der die osmanische Flotte 1565 bei der Belagerung von Malta befehligte und zusammen mit Lala Kara Mustafa Pascha 1570/71 Zypern eroberte.
Ein weiterer war Ali Pascha, der in der Seeschlacht von Lepanto 1571 den Tod fand.
Cezayirli Gazi Hassan Pascha amtierte als Kapudan Pascha zwischen 1770 und 1789.